# Воронежське-2
Воро́нежське-2 (рос. Воронежское-2) — село у складі Хабаровського району Хабаровського краю, Росія. Входить до складу Мічурінського сільського поселення.

## Населення
Населення — 182 особи (2010; 223 у 2002).
Національний склад (станом на 2002 рік):
- росіяни — 91 %